# Peter Lines
Peter Lines, angleški igralec snookerja, * 11. december 1969, Leeds, Anglija.

## Kariera
Lines živi v Leedsu. Trenira v snooker centru Northern Snooker Centre v Leedsu. 
Lines se je kvalificiral za Svetovno prvenstvo 1998, na katerem je ustvaril tudi niz 141 točk, kar je bil najvišji niz katerega od novincev na prvenstvu, obenem pa je za 2 točki zgrešil najvišji niz turnirja in s tem nagrado 19.000 £. V prvem krogu je sicer izpadel proti Johnu Parrottu. Na jakostnih turnirjih je bil najvišje leta 1999 na turnirju China International, kjer je premagal Johna Higginsa z izidom 5-1 in nato še Petra Ebdona z izidom 5-4, nakar ga je z rezultatom 4-5 tesno premagal Brian Morgan. 
Potem ko je PIOS (Pontins International Open Series), serijo 8 turnirjev, končal na skupnem drugem mestu v sezoni 2007/08, si je zagotovil mesto v svetovni karavani za sezono 2008/09. Slednja je bila zanj povsem solidna, saj je na vsakem turnirju dobil vsaj svoj uvodni dvoboj, s čimer je ubranil svoje mesto med elito. Prav tako je v tej sezoni osvojil Pontinsov turnir Pro-Am v Prestatynu. 
Decembra 2009 se je Lines uvrstil na glavni del jakostnega turnirja UK Championship 2009, potem ko je v zadnjem krogu kvalifikacij premagal Nigela Bonda z 9-6. Na glavnem turnirju je v prvem krogu porazil Marca Fuja z 9-3 in si v drugem krogu dodal še skalp Marka Williamsa, od katerega je bil boljši z 9-8. V četrtfinalu se je pomeril s Stephenom Maguirejem, a izpadel z izidom 5-9.
Petrov sin Oliver je trenutni angleški prvak v snookerju do 14 let.